# جائزة إيطاليا الكبرى للدراجات النارية 2009
جائزة إيطاليا الكبرى للدراجات النارية 2009 هو سباق دراجات نارية أقيم بتاريخ 31 مايو 2009 في حلبة موجيلو. كان الجولة الخامسة من أصل 17 في سباق الجائزة الكبرى للدراجات النارية موسم 2009. فاز الأسترالي كيسي ستونر بفئة الموتو جي بي بينما جاء الإسباني خورخي لورنزو في المركز الثاني وحصل على المركز الثالث الإيطالي فالنتينو روسي.

## وصلات خارجية
- الموقع الرسمي